# Christian Scherling

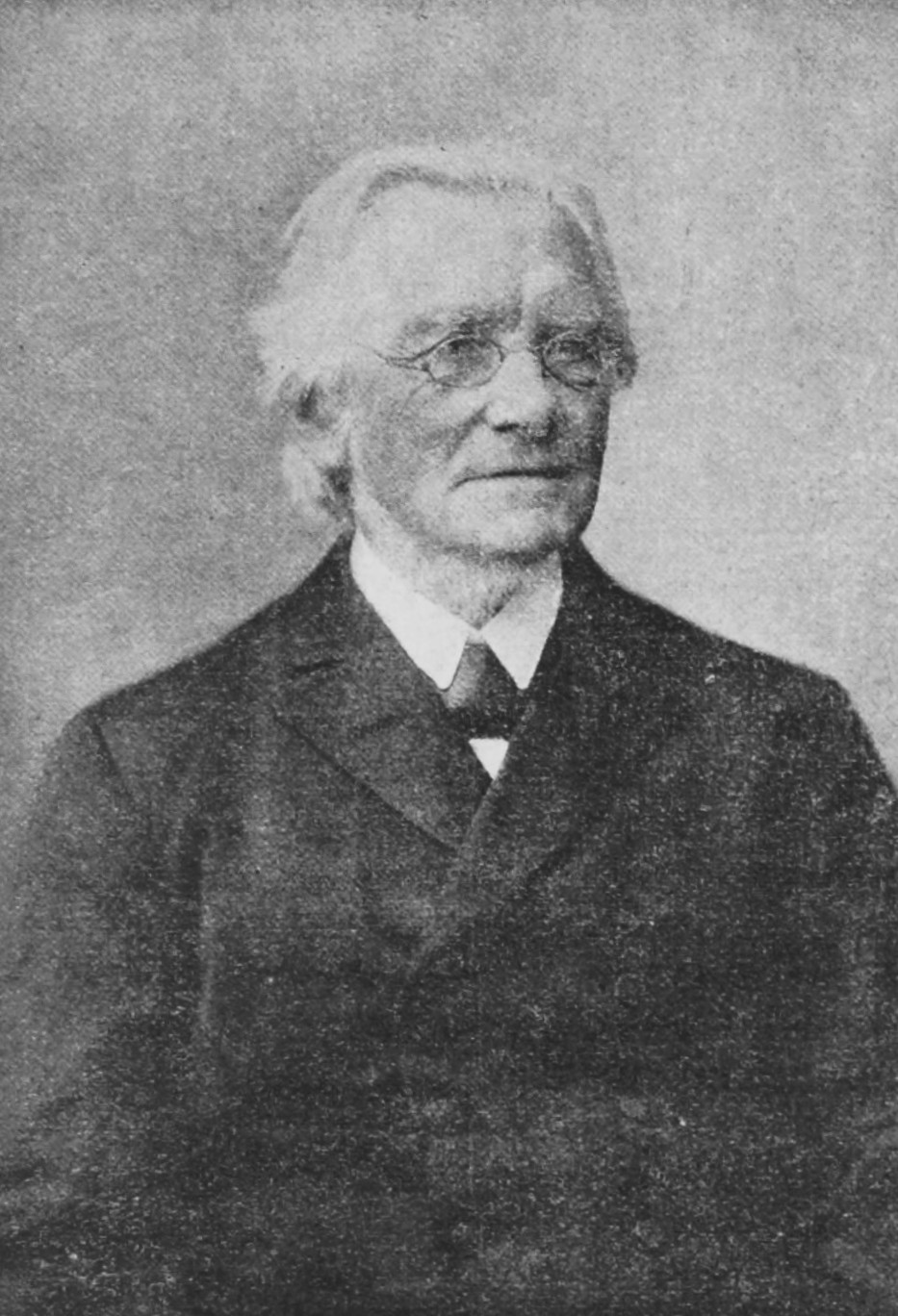
Christian Scherling

Johann Christian Scherling (* 13. Dezember 1812 in Spielberg (Lanitz-Hassel-Tal); † 28. Dezember 1903 in Lübeck) war ein deutscher Pädagoge, Lehrbuchautor und Musikfunktionär. 

## Leben
Johann Christian Scherling besuchte das Domgymnasium in Naumburg (Saale) bis zum Abitur Ostern 1833. An der Universität Halle studierte er Mathematik und Philosophie. Von Michaelis 1835 bis Ostern 1836 war er Hilfslehrer an der Latina der Franckeschen Stiftungen. Ostern 1836 wechselte er als Collaborator an das Katharineum zu Lübeck. Hier war er 48 Jahre lang tätig. Er unterrichtete Mathematik und Physik. Nach Carl Mosches Tod 1856 leitete er bis 1878 auch den Gesangunterricht der Schule. Daneben war er für den Aufbau der physikalischen Lehrsammlung verantwortlich. Scherling schaffte erstmals Vorführgeräte wie Fallmaschine, Schwungmaschine, Dampfmaschine und Elektrisiermaschine an. 1859 gelang es ihm mit einer Beihilfe des Senats, ein Uranorama zu erwerben, ein Modell des Sternhimmels von 85 cm Durchmesser und 2 m Höhe mit bildlicher Darstellung der Sternbilder, das 1957 im Holstentor ausgestellt war und heute im St.-Annen-Museum zu sehen ist. Ostern 1854 wurde er zum Oberlehrer befördert. Zu Michaelis 1862 ernannte ihn der Senat zum Professor. Ostern 1884 trat er in den Ruhestand.
Scherling schrieb eine ganze Reihe von Schulprogramm-Abhandlungen aus seinem Fachgebiet sowie Lehrbücher, von denen sein Grundriß der Experimentalphysik für höhere Unterrichtsanstalten am erfolgreichsten war und noch nach seinem Tode eine 6. Auflage erlebte. Auch zu schulpolitischen Fragen, insbesondere zur Realschule, nahm er Stellung.
Scherling war vielfältig gesellschaftlich engagiert. Er war Mitglied der Gesellschaft zur Beförderung gemeinnütziger Tätigkeit, hielt dort mehrfach Vorträge, war im Vorstand der Gewerbeschule und des damals von der Gesellschaft betriebenen Lehrerseminars und übernahm zeitweilig die 1849 eingerichtete Gesangsklasse. Von 1841 bis 1852 bestand in Lübeck ein Geognostischer Verein für die baltischen Länder, dessen Sekretär Scherling war. Die politischen Verhältnisse nach der Niederschlagung der Schleswig-Holsteinischen Erhebung ließen den Verein eingehen. Für einen Lehrer eher ungewöhnlich, war er Mitglied im Norddeutschen Apothekerverein.
Seine besondere Leidenschaft galt dem Gesang und der bürgerlichen Chormusik. Scherling war Gründungsmitglied und langjähriger Vorstand der Lübecker Liedertafel von 1842 sowie des 1844 gegründeten Musikvereins, der die Lübecker Symphoniekonzerte organisierte. Schon zwei Jahre nach Gründung konnte die Liedertafel am 30. Juni und 1. Juli 1844 ein Norddeutsches Sängerfest mit 400 Teilnehmern veranstalten. Scherling leitete das geistliche Konzert des Festes in der Katharinenkirche. 1846/47 gehörte er zu den treibenden Kräften in der Liedertafel, denen es gelang, das Allgemeines Deutsche Sängerfest mit 2200 Gästen vom 26. bis 29. Juni 1847 in Lübeck auszurichten – gemeinsam mit dem Germanistentag ein bürgerlich-nationales Großereignis im Vormärz. Scherling war Präses der Section für Festlichkeiten im Festkomitee. Auf regionaler und nationaler Ebene war Scherling als Präsident des norddeutschen (niedersächsischen) Sängerbunds von seiner Gründung 1862 bis 1893 sowie von 1871 bis 1882 als Sprecher des gesamten Deutschen Sängerbunds tätig.
Seine eigenen Arrangements für gemischten und Männerchor galten vor allem patriotischem Liedgut. Ein Kritiker seiner Bearbeitung der Wacht auf den Vogesen charakterisierte diese als „gelungenes Lärmstück von chauvinistischem Teutonentum“.
Ernst August Scherling war sein Sohn.

## Werke
- Beitrag zur Vereinfachung des Unterrichts in der Buchstabenrechnung auf Real- und höheren Bürgerschulen. Lübeck: Schmidt 1836
- Die Regeln der Alligations- oder Vermischungsrechnung, abgeleitet aus algebraischen Betrachtungen. Lübeck: Schmidt 1836
- Leitfaden bei dem Unterricht in der Physik: für Real- und höhere Bürgerschulen. Lübeck: Rohden 1840
- Lehrbuch der allgemeinen Arithmetik für die obern Klassen der Gymnasien. Lübeck: Rohden 1841
- Geometrische Aufgaben, die mit Hülfe der Algebra ohne Anwendung der Goniometrie lösbar sind. Lübeck: Schmidt 1842
- Versuch einer Anleitung, die in den süd-baltischen Ländern vorkommenden Gesteine durch eigene Untersuchung zu bestimmen. Lübeck: Schmidt 1845
- Leitfaden bei dem Unterrichte in der allgemeinen Arithmetik für höhere Realschulen, so wie für die untern und mittlern Klassen der Gymnasien. Zweite zu einem Lehr- und Übungsbuche umgearbeitete Auflage, mit einem Anhang, welcher die für Schule nöthigen mathematischen Tafeln enthält. Lübeck: Asschenfeldt 1852
- Lehrbuch der Geometrie, zum Gebrauch bei dem Unterricht in Gymnasien und höhern Bürgerschulen. Lübeck: Asschenfeldt 1854
- Unsere Realschule, was sie war, geworden ist und werden muss. Lübeck: H. Schmidt 1865
- Die Archimedische Spirallinie: Nach Rivaltus a Flurantia und Venatorius frei bearbeitet und mit Anmerkungen versehen. Lübeck 1865

Digitalisat, British Library
- Der Ausbau der Lübecker Realschule. Lübeck: Borchers 1869
- Vorschule und Anfangsgründe der descriptiven Geometrie: ein Cursus für die Secunda einer Realschule erster Ordnung; mit 155 Holzschnitten. Hannover: Hahn 1870

Digitalisat, Universitätsbibliothek Göttingen
- Grundriß der Experimentalphysik für höhere Unterrichtsanstalten. 2., erw. u. verb. Aufl., Leipzig: Haessel 1871, 3. Aufl. 1874

Hans Rühlmann (Hrsg.): Chr. Scherlings Grundriß der Experimentalphysik. 6. Aufl. für Schüler höherer Unterrichtsanstalten, Haessel, Leipzig 1904 (Digitalisat, UB Leipzig).

### Kompositionen
- Deutsches Vaterlandslied. Gedichtet von C. von Großheim, in Musik gesetzt für 4stimmigen Männerchor, im Volkston von Chr. Scherling. Der Ertrag ist für Schleswig-Holstein bestimmt, Lübeck: F. W. Kaibel 1848
- Die Wacht auf den Vogesen , Gedicht von G. Mühl aus Strassburg. Für eine Singstimme componirt von Ludwig Liebe. Für Männerchor mit Instrumental- oder Pianoforte-Begleitung im Einverständniss mit dem Componisten arrangirt von Chr. Scherling. Leipzig: Siegel 1874 (Digitalisat, British Library)